# 愛知県立新城有教館高等学校
愛知県立新城有教館高等学校（あいちけんりつ しんしろゆうきょうかんこうとうがっこう）は、愛知県新城市に所在する公立の高等学校。

## 概要
2019年（平成31年）4月、愛知県立新城高等学校と愛知県立新城東高等学校が統合し、総合学科の高校として新たに開校した。
もともと新城東高校は新城高校の普通科の分離独立によって1972年（昭和47年）に設立された経緯から再統合されたことになる。
開校1年目は校舎の増改築を行うため、新城東高校の校舎で1年生全員が学び、開校2年目からは新城高校の校舎に移り、新城有教館高校と新城高校が併設する形となった。
「有教館」の名称は旧新城藩の藩校に由来する（ただし、歴史的な連続性はない）。
分校として作手校舎がある。

## 沿革
- 2019年（平成31年・令和元年）- 開校。暫定的に新城東高校へ併設される形で、新城有教館高校の1年生が新城東高校で授業を受ける。
- 2020年（令和2年）- 新城高校校舎へ移動した。
- 2021年（令和3年）- 新城東高校作手校舎が新城有教館高校作手校舎として移管された。

## 設置学科
- 総合学科
  - 文理系
  - 専門系

## アクセス
JR飯田線
- 東新町駅から徒歩で約10分。
- 新城駅から徒歩で約20分。

新城市Sバス
- 中宇利線、吉川市川線、作手線：「新城有教館高校」バス停から徒歩で約7分（作手線は通学時間帯のみ）。
- 作手線（作手発夕方、新城発のみ朝のみ）：「東新町」バス停から徒歩で約10分。

豊鉄バス
- 田口新城線（通学時間帯のみ運行）：「新城有教館高校」バス停から徒歩で約7分。
- 新豊線：「東新町」バス停から徒歩で約10分。